# Diocesi di Ratchaburi
La diocesi di Ratchaburi (in latino Dioecesis Ratchaburensis) è una sede della Chiesa cattolica in Thailandia suffraganea dell'arcidiocesi di Bangkok. Nel 2022 contava 16.440 battezzati su 2.436.052 abitanti. È retta dal vescovo Silvio Siripong Charatsri.

## Territorio
La diocesi comprende le province thailandesi di Ratchaburi, Phetchaburi, Kanchanaburi e Samut Songkhram.
Sede vescovile è la città di Ratchaburi. Nel distretto (amphoe) di Bang Khonthi si trova la cattedrale della Natività della Vergine Maria.
Il territorio è suddiviso in 26 parrocchie.

## Storia
La missione sui iuris di Rajabuti fu eretta il 30 giugno 1930 con il breve Quae catholico di papa Pio XI, ricavandone il territorio dall'arcidiocesi di Bangkok.
Il 28 maggio 1934 con la bolla Ad Christianum nomen del medesimo papa Pio XI la missione sui iuris fu elevata a prefettura apostolica, che il 3 aprile 1941 fu elevata a sua volta a vicariato apostolico in forza della bolla Si Evangelii di papa Pio XII.
Il 18 dicembre 1965, per effetto della bolla Qui in fastigio di papa Paolo VI, il vicariato apostolico fu elevato a diocesi e assunse il nome di diocesi di Bangnokhuek.
Il 21 ottobre 1966 assunse il nome di diocesi di Ratburi.
Il 25 giugno 1969 in forza del decreto Cum Excellentissimus della Congregazione per l'evangelizzazione dei popoli ha assunto il nome attuale.
Il 26 giugno 1969 ha ceduto una porzione del suo territorio a vantaggio dell'erezione della diocesi di Surat Thani.

## Cronotassi dei vescovi
Si omettono i periodi di sede vacante non superiori ai 2 anni o non storicamente accertati.
- Gaetano Pasotti, S.D.B. † (28 febbraio 1931 - 3 settembre 1950 deceduto)
- Pietro Luigi Carretto, S.D.B. † (12 aprile 1951 - 26 giugno 1969 nominato vescovo di Surat Thani)
- Robert Ratna Bamrungtrakul † (26 giugno 1969 - 28 aprile 1975 nominato vescovo di Chiang Mai)
- Joseph Ek Thabping † (2 ottobre 1975 - 12 febbraio 1985 deceduto)
- John Bosco Manat Chuabsamai † (25 novembre 1985 - 24 luglio 2003 dimesso)[1]
- John Bosco Panya Kritcharoen † (18 marzo 2005 - 13 giugno 2023 dimesso)
- Silvio Siripong Charatsri, dal 13 giugno 2023

## Statistiche
La diocesi nel 2022 su una popolazione di 2.436.052 persone contava 16.440 battezzati, corrispondenti allo 0,7% del totale.
| anno | popolazione | popolazione | popolazione | presbiteri | presbiteri | presbiteri | presbiteri                | diaconi | religiosi | religiosi | parrocchie |
| anno | battezzati  | totale      | %           | numero     | secolari   | regolari   | battezzati per presbitero | diaconi | uomini    | donne     | parrocchie |
| ---- | ----------- | ----------- | ----------- | ---------- | ---------- | ---------- | ------------------------- | ------- | --------- | --------- | ---------- |
| 1949 | 10.389      | 2.541.039   | 0,4         | 35         | 7          | 28         | 296                       |         | 22        | 40        |            |
| 1970 | 13.543      | 1.041.444   | 1,3         | 33         | 21         | 12         | 410                       |         | 17        | 51        | 12         |
| 1980 | 16.248      | 1.693.525   | 1,0         | 29         | 19         | 10         | 560                       |         | 15        | 76        | 13         |
| 1990 | 15.962      | 2.042.462   | 0,8         | 45         | 28         | 17         | 354                       |         | 34        | 118       | 25         |
| 1999 | 15.136      | 2.221.267   | 0,7         | 61         | 43         | 18         | 248                       |         | 24        | 113       | 33         |
| 2000 | 15.346      | 2.259.493   | 0,7         | 63         | 45         | 18         | 243                       |         | 23        | 113       | 33         |
| 2001 | 15.246      | 2.264.970   | 0,7         | 70         | 50         | 20         | 217                       |         | 35        | 115       | 33         |
| 2002 | 15.427      | 2.281.014   | 0,7         | 70         | 52         | 18         | 220                       |         | 34        | 86        | 33         |
| 2003 | 15.367      | 2.298.585   | 0,7         | 72         | 54         | 18         | 213                       |         | 24        | 82        | 23         |
| 2004 | 15.730      | 2.327.381   | 0,7         | 69         | 56         | 13         | 227                       |         | 19        | 82        | 33         |
| 2010 | 15.192      | 2.323.540   | 0,7         | 81         | 59         | 22         | 187                       |         | 27        | 101       | 28         |
| 2014 | 15.719      | 2.358.247   | 0,7         | 65         | 48         | 17         | 241                       |         | 24        | 108       | 30         |
| 2017 | 16.100      | 2.477.000   | 0,6         | 68         | 49         | 19         | 236                       |         | 32        | 109       | 30         |
| 2020 | 18.321      | 2.447.122   | 0,7         | 69         | 52         | 17         | 265                       |         | 23        | 106       | 26         |
| 2022 | 16.440      | 2.436.052   | 0,7         | 71         | 56         | 15         | 231                       |         | 28        | 102       | 26         |